# Bánk
Bánk es un pueblo ubicado en el condado de Nógrád, Hungría.

## Superficie
Posee una superficie de 9,90 kilómetros cuadrados.

## Demografía
Hasta 2021 la población era de 780 habitantes, con una densidad de población de 78,78 habitantes por kilómetro cuadrado.